# Krai do Noroeste
Krai do Noroeste (em russo:  em russo:  Северо-Западный край) foi um krai do Império Russo (subdivisão não oficial) nos territórios do antigo Grão-Ducado da Lituânia (atual Bielorrússia e Lituânia). O centro administrativo ficava em Vilna (hoje Vilnius). O Krai do Noroeste, juntamente com o Krai do Sudoeste, que era composto pelos territórios anteriormente pertencentes à Coroa do Reino da Polônia (hoje atual Ucrânia), formavam o Krai Ocidental.
Incluía seis gubernias:
- Governadoria-geral de Vilna:
  - Gubernia de Vilna;
  - Gubernia de Kovno;
  - Gubernia de Grodno,
- Gubernia de Minsk;
- Gubernia de Mogilev;
- Gubernia de Vitebsk.